# FANUC
FANUC es un grupo de compañías, principalmente FANUC Corporation (ファナック株式会社 Fanakku Kabushikigaisha?) de Japón, Fanuc America Corporation con sede en Rochester Hills (Michigan), Estados Unidos, y FANUC Robotics Europe SA con sede en Luxemburgo, que ofrecen productos y servicios de automatización industrial como robots y sistemas de control numérico.

## Subsidiarias
FANUC Robotics America, Inc. es líder en automatización robótica en Norte y Sudamérica. Ofrece más de 200 variaciones de modelos de robots que satisfacen una amplia variedad de aplicaciones. Adicionalmente produce software, controles y equipos de visión que, en conjunto, ayudan a desarrollar sistemas robóticos de última generación y tecnología avanzada. Sus soluciones y servicios de soporte ayudan a la manufactura a alcanzar mejoras significativas en volumen de producción, calidad, productividad y ofrece tasas atractivas de retorno de inversión. Junto a sus oficinas centrales localizadas en Rochester Hills, Míchigan., FANUC Robotics cuenta con diez oficinas regionales en E.U.A., Canadá, México y Brasil.
La compañía ofrece estos sistemas a una variedad de industrias – desde la automotriz y metal-mecánica hasta equipos médicos y la industria del plástico. La compañía inició en 1982 en una co-asociación con General Motors Corporation, llamada GMFanuc Robotics Corporation. Un grupo de 70 personas iniciaron trabajando en el Centro Tecnológico de General Motors ubicado en Warren, Míchigan.
En 1992, la compañía pasó a ser subsidiaría y totalmente propiedad FANUC Ltd. localizada en Oshinomura, Japón. FANUC Robotics Europa, S.A. su compañía hermana, con sus oficinas centrales localizada en Luxamburg, desde donde ofrece sus servicios a toda Europa. Ventas, servicios y soporte es ofrecido en todo el mundo.
La compañía es promotora del plan “Save Your Factory” (Salva Tu Fabrica), “Save Your Factory” es un consorcio de compañías dedicadas a ayudar y reforzar la manufactura en Norteamérica.